# Antonín Malovec z Malovic
Antonín svobodný pán Malovec z Malovic a Kosoře (německy Anton Freiherr Malowetz von Malowitz und Kossorz; 15. března 1846 Praha – 12. srpna 1905 Nisko) byl český šlechtic a rakousko-uherský generál. V armádě sloužil od roku 1865, vystřídal různé posádky v celé monarchii, nakonec dosáhl hodnosti polního podmaršála (1898). Krátce před smrtí byl jmenován zemským velitelem v Chorvatsku. Zemřel jako poslední mužský potomek starého českého rodu Malovců z Malovic.

## Životopis
Pocházel ze starobylého českého rodu Malovců z Malovic, patřil k větvi Malovců z Kosoře povýšené v roce 1684 do stavu svobodných pánů. Narodil se jako nejstarší ze tří dětí českého a říšského poslance barona Zdeňka Emanuela Malovce (1820–1889) a jeho manželky Marie Oktavie, rozené hraběnky Attemsové (1818–1889). Od mládí sloužil v armádě, v roce 1873 byl již rytmistrem u 7. dragounského pluku a v roce 1876 byl jmenován c. k. komořím. V roce 1882 byl povýšen na majora, služebně stále příslušel k 7. pluku, ale byl v té době pobočníkem arcivévody Albrechta. V roce 1886 získal hodnost podplukovníka a jako plukovník (1889) byl jmenován velitelem 2. pluku hulánů příslušného posádkou v Tarnówě.

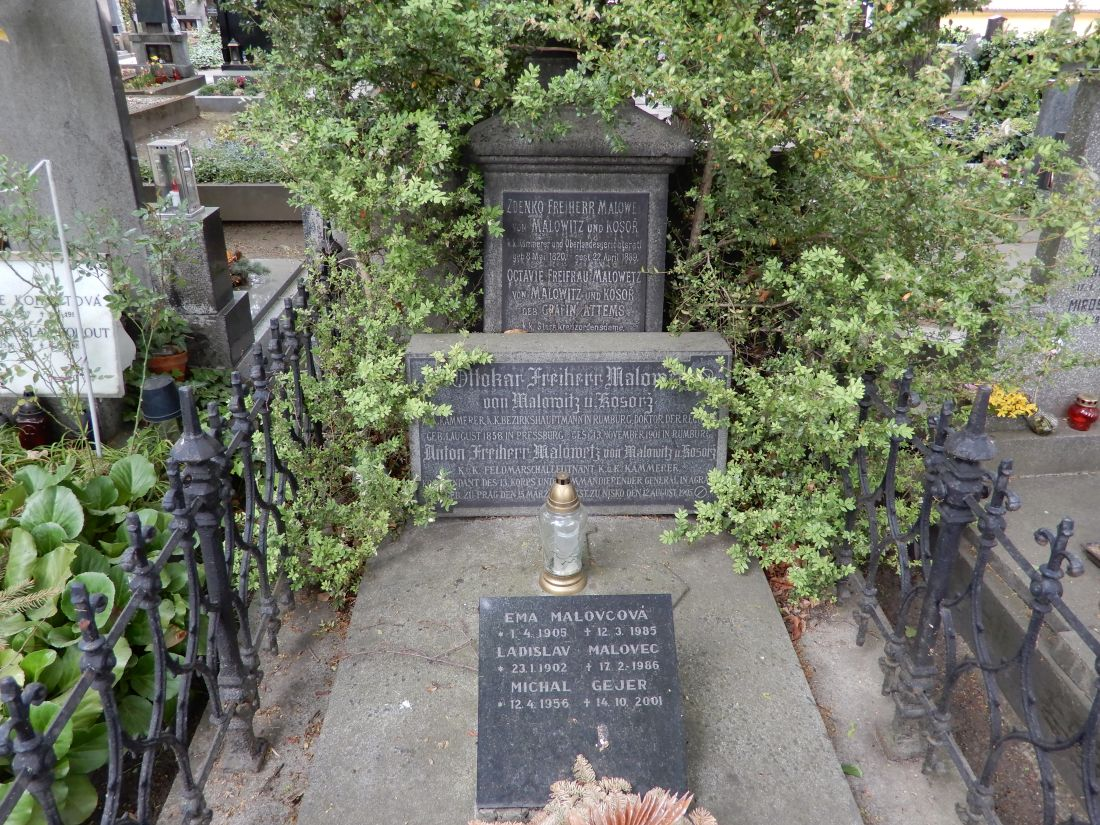
Rodinná hrobka na Bubenečském hřbitově v Praze.

V roce 1894 byl povýšen do hodnosti generálmajora a poté několik let velel 9. jezdecké brigádě v Pardubicích. V roce 1898 byl povýšen do hodnosti polního podmaršála a stal se velitelem jezdecké divize ve Stanislawi, později 6. pěší divize ve Štýrském Hradci. V červenci 1905 byl jmenován velitelem 13. armádního sboru v Záhřebu, respektive zemským velitelem v Chorvatském království, zemřel ale ještě před formálním převzetím funkce.
Za zásluhy byl nositelem Leopoldova řádu, Řádu železné koruny III. třídy a Vojenského záslužného kříže. Od zahraničních panovníků obdržel španělský Řád Karla III. a srbský Řád Takova.
Zemřel v Nisku v Haliči následkem pádu z koně ve věku 59 let a byl posledním mužským potomkem rodu Malovců. Spolu s rodiči a bratrem je pohřben na Bubenečském hřbitově v Praze.
Jeho mladší bratr Otakar (1858–1901) působil ve státních službách a zemřel předčasně jako okresní hejtman v Rumburku. 